# Thuidium priscum
Thuidium priscum là một loài rêu trong họ Thuidiaceae. Loài này được Saporta mô tả khoa học đầu tiên năm 1888.
Danh pháp khoa học của loài này chưa được làm sáng tỏ. 